# Howard Swanson
Howard Swanson (18. juli 1907 i Atlanta, Georgia, USA – 12. november 1978 i New York City, New York, USA) var en amerikansk komponist.
Swanson struderede på Cleveland Institute of Music, og senere hos Nadia Boulanger i Paris.
Han har mest beskæftiget sig med vokalværker, såsom sange og korværker. Har også skrevet
3 symfonier, en klaverkoncert, og orkesterværker.
Swanson brugte ofte digte og poesi af afroamerikanske digtere som inspiration for sine mange sange.

## Udvalgte værker
- Symfoni nr. 1 (1945) - for orkester
- Symfoni nr. 2 "Kort Symfoni" (1948) - for orkester
- Symfoni nr. 3 (1970) - for orkester
- Koncert (1950, pub. 1970) - for orkester
- "Nattemusik" (1950) - for kammerorkester
- "Musik" (1952) - for strygeorkester
- Klaverkoncert (1956) - for klaver og orkester
- "Negeren taler om  floder" (1942, 1949) - negro spiritual sang
- "Spøgelse i forelskelse" (1950) - negro spiritual sang
- "Nattergale"  (1952) - sang for mandelige stemmer
- "Dalen" (1951) - sang